# Прийма Остап Іванович

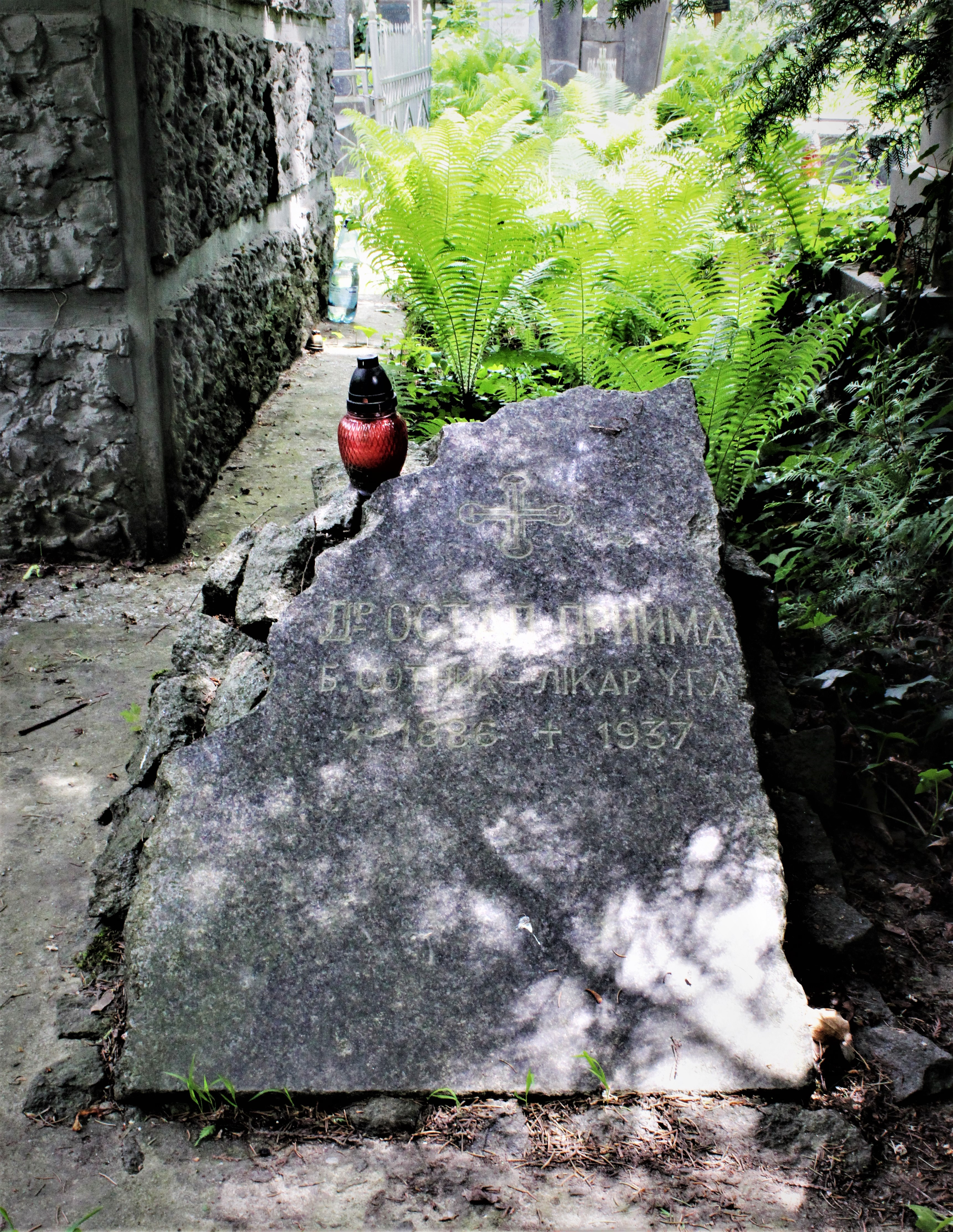
Нагробок на могилі лікаря Остапа Прийми.

Остап Іванович Прийма (1886, с. Селиська, нині Підкарпатське воєводство, Польща — 16 квітня 1937, м. Львів) — український лікар, громадський діяч, сотник-лікар УГА. Доктор медицини (1912). Член Українського лікарського товариства (1912). Чоловік Іванни Прийми-Шмериковської, батько Роми Прийми-Богачевської.

## Життєпис
Навчався у Львівській академічній гімназії (1904), закінчив Львівський університет.
Лікарську справу розпочав у Відні, де студіював медицину.
У роки Першої світової війни був фронтовим офіцером-лікарем австро-угорської армії. Згодом у період ЗУНР — організатор і начальник (комендант) Станиславівського центрального військового шпиталю, а також референт санітарно-медичної служби Державного секретаріату військових справ.
Від 1919 року керував відділом Українського (Київського) Червоного Хреста Західної України УНР. У травні 1919 року після відступу вояків УГА залишився в Станиславові з пораненими та хворими бійцями. Восени того ж року почав працювати лікарем на Львівщині, Перемишлі (від 1924, Польща) та Львові (від 1928). Брав активну участь у громадській діяльності.
Помер 16 квітня 1937 року у Львові. Похований на 64 полі Личаківського цвинтаря.